# Seznam nebogoslužnih cerkva v Sloveniji
Seznam nebogoslužnih cerkva in drugih svetišč v Sloveniji je seznam cerkva, ki še stojijo, vendar služijo posvetnim in ne bogoslužnim namenom ali pa so zapuščene.
| Slika                     | Cerkev                                             | Opis | Vir   |
| ------------------------- | -------------------------------------------------- | --- | ----- |
| Klikni za spremembo slike | Cerkev sv. Donata, Piran                           | Leta 1990 je bil zapuščen in desakraliziran prostor nekdanje cerkve po načrtih arhitekta Borisa Podrecce preurejen v likovno galerijo.                                                                                |       |
| Klikni za spremembo slike | Cerkev sv. Duha, Krško                             | Notranjost urejena kot Galerija Krško |       |
| Klikni za spremembo slike | Cerkev sv. Frančiška Asiškega, Koper               | cerkev nekdanjega Minoritskega samostana Koper, leta 1809 prenehala služiti v sakralne namene, prenovljena v letih 2012–2014, danes protokolarno-prireditvena dvorana                                                 | [ 1 ] |
| Klikni za spremembo slike | Cerkev sv. Katarine, Piran                         | cerkev nekdanjega Minoritskega samostana Piran, danes večnamenski prostor | [ 2 ] |
| Klikni za spremembo slike | Cerkev sv. Križa, Krško                            | nekdanja pokopališka cerkev, danes bolj znana kot Dvorana v parku, služi kot prireditvena dvorana |       |
| Klikni za spremembo slike | Cerkev Marijinega oznanjenja, Kostanjevica na Krki | V Jožefinskih reformah opuščena, oltarji razprodani. Med drugo svetovno vojno uničena, po njej rekonstruirana cerkev nekdanjega Cistercijanskega samostana Kostanjevica na Krki. Sedaj galerija in koncertni prostor. |       |
| Klikni za spremembo slike | Cerkev Marijinega oznanjenja, Maribor              | cerkev nekdanjega Samostana celestink Maribor, danes del glavnega razstavnega prostora Maribora: Umetnostna galerija Maribor                                                                                          |       |
| Klikni za spremembo slike | Cerkev Marijinega vnebovzetja, Maribor             | cerkev nekdanjega Minoritskega samostana Maribor, obnovljena v letih 2014–2015, danes prireditveni prostor | [ 3 ] |
| Klikni za spremembo slike | Cerkev sv. Nikolaja, Ankaran                       | cerkev nekdanjega Benediktinskega samostana Ankaran; celoten kompleks je bil v 60. letih 20. stoletja spremenjen v Hotel Convent                                                                                      |       |
| Klikni za spremembo slike | Cerkev sv. Onofrija, Krog                          | cerkev nekdanjega Benediktinskega samostan Krog nad Sečovljami, danes propadajoča, velik del kompleksa je zaradi nevzdrževanja v rušitvenem stanju.                                                                   |       |
| Klikni za spremembo slike | Cerkev sv. Trojice, Drča                           | cerkev srednjeveške Kartuzije Pleterje, imenovana »Prestol presvete Trojice«, danes zunaj klavzure, obnovljena in namenjena obiskovalcem, občasno namenjena bogoslužju                                                |       |
| Klikni za spremembo slike | Evangeličanska cerkev, Štrihovec                   | preurejena v stanovanjsko poslopje |       |
| Klikni za spremembo slike | Sinagoga Lendava                                   | danes muzej |       |
| Klikni za spremembo slike | Sinagoga Maribor                                   | Židovski sakralni prostor, med leti 1501–1785 spremenjen v cerkev Vseh svetih, danes galerija in muzej. |       |

Jesenice, Stara Sava  Opuščena cerkev, čaka na prenovo.